# میوری کازاما
میوری کازاما (انگلیسی: Morio Kazama؛ زاده ۲۶ آوریل ۱۹۴۹) یک هنرپیشه اهل ژاپن است.
از فیلم‌هایی که وی در آن‌ها نقش داشته است، می‌توان به و آنگاه اشاره نمود.